# 埃沙尔孔
埃沙尔孔（法語：Écharcon，法語發音：[eʃaʁkɔ̃] ⓘ）是法国法兰西岛大区埃松省的一个市镇，属于埃夫里区。

## 地理
埃沙尔孔（48°34'20"N, 2°24'40"E）面积6.81 平方千米，位于法国法蘭西島大區埃松省，该省份为法国北部内陆省份，北起上塞纳省和马恩河谷省，西接厄尔-卢瓦省和伊夫林省，南至卢瓦雷省，东临塞纳-马恩省。
与埃沙尔孔接壤的市镇（或旧市镇、城区）包括：利斯、丰特奈勒维孔特、梅讷西、大韦尔、小韦尔。

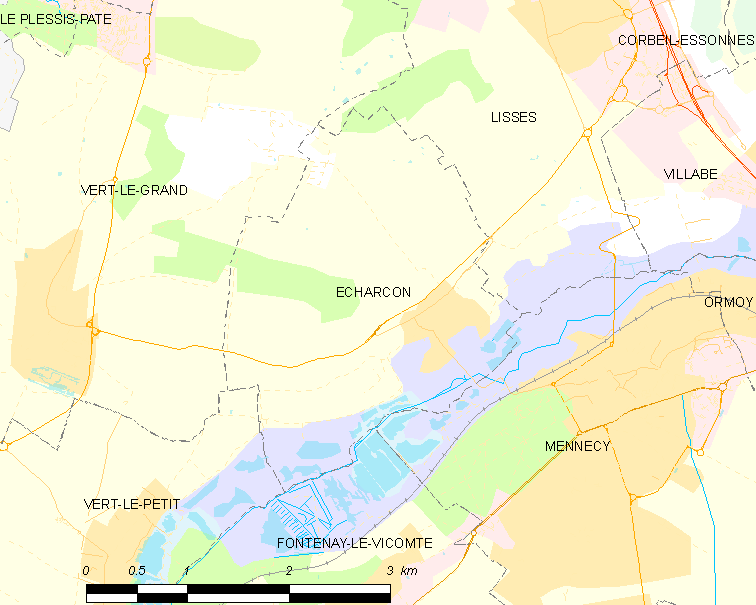
埃沙尔孔的OSM定位图

埃沙尔孔的时区为UTC+01:00、UTC+02:00（夏令时）。

## 行政
埃沙尔孔的邮政编码为91540，INSEE市镇编码为91204。

## 政治
埃沙尔孔所属的省级选区为科尔贝伊-埃松县。

## 人口

1962-2008年间埃沙尔孔人口变化图示

埃沙尔孔于2022年1月1日时的人口数量为720人。